# Bourne shell
Bourne shell (часто sh по имени исполняемого файла) — ранняя командная оболочка UNIX, разработанная Стивеном Борном из Bell Labs и выпущенная в составе 7-го издания операционной системы UNIX (UNIX Version 7). Данная оболочка является де-факто стандартом и доступна почти в любом дистрибутиве Unix. Существует много командных оболочек, основанных (идейно или напрямую) на Bourne shell.

## Происхождение
Оболочка была разработана в качестве замены для PWB shell, у которой было такое же имя исполняемого файла — sh.
Среди основных задач были:
- Для использования shell script в качестве фильтров.
- Для обеспечения управления порядком выполнения и переменными.
- Управление вводом/выводом, файловыми дескрипторами.
- Управление сигналами в скриптах.
- Снятие ограничений на длину строк при интерпретации скриптов.
- Рационализация и обобщение экранирования строк.
- Переменные среды. Это позволило объявлять переменные, которые будут созданы при запуске и переходят в подпроцессы запускаемых сценариев без того, чтобы использовать явную передачу параметров.

## Использование
Bourne shell когда-то входил в стандартную комплектацию всех систем Unix, хотя исторически в BSD-системах было много сценариев, написанных на csh. Сценарии sh, обычно, могут быть запущены на bash или dash в GNU/Linux или других Unix-подобных системах.
Во многих системах Linux /bin/sh является символической ссылкой или жёсткой ссылкой на bash. Тем не менее для лучшей совместимости с исходной утилитой sh некоторые системы Linux (например, Ubuntu) перенаправляют /bin/sh на dash.